# Utagoe kissa
Utagoe kissa (歌声喫茶 quán cà phê Utagoe) đề cập đến một hình thức quán cà phê mà trong đó, khách hàng tham gia cùng hát với nhau, điều rất phổ biến tại Nhật Bản vào những năm khoảng 1955–1975.
Utagoe kissa cũng thường đề cập đến cuộc vận động cánh tả vào thời điểm đó, được gọi là phong trào Utagoe, được giúp đỡ bởi các các công đoàn lao động, chống đỡ bởi các đảng phái chủ nghĩa xã hội và cộng sản. Những bài hát được thể hiện, do đó, thông thường là những bài ca phản động, kháng chiến, bao gồm nhiều bài hát có nguồn gốc từ Nga, Đông Âu và Trung Quốc.
Hầu hết các Utagoe kissa đều đã dừng kinh doanh khoảng những năm 1995–2005, mở đường cho các quán karaoke trở thành một ngành kinh doanh lớn những năm 1980, nhưng vẫn có hai hoặc ba quán Utagoe kissa vẫn còn tồn tại ở Tokyo, ví dụ như Tomoshibi.